# NGC 806-2
NGC 806-2 (другие обозначения — MCG -2-6-21, PGC 3100716) — галактика в созвездии Кит.
Этот объект не входит в число перечисленных в оригинальной редакции «Нового общего каталога» и был добавлен позднее.